# NGC 7611
NGC 7611 (другие обозначения — PGC 71083, UGC 12509, MCG 1-59-49, ZWG 406.66) — галактика в созвездии Рыбы.
Этот объект входит в число перечисленных в оригинальной редакции «Нового общего каталога».